# Kauko Hänninen
Kauko Antero Hänninen, finski veslač, * 28. januar 1930, Kinnula, † 26. avgust 2013.
Hänninen je za Finsko nastopil na Poletnih olimpijskih igrah 1956, 1960, 1964 in 1968.
Na igrah leta 1956 je bil član finskega četverca s krmarjem, ki je osvojil bronasto medaljo. Bil je tudi član četverca brez krmarja, ki je bil na istih igrah izločen v repasažu.
Štiri leta kasneje je bil finski četverec s krmarjem, v katerem je ponovno veslal Hänninen izločen v polfinalu. 
Na igrah leta 1964 je veslal v četvercu brez krmarja, ki je bil izločen v repasažu, na svojih zadnjih Olimpijskih igrah pa je veslal v paru s Pekko Sylvanderjem v dvojcu brez krmarja. Izločena sta bila v repasažu.